# IPIS蟑螂合唱團
IPIS蟑螂合唱團，台灣曾經存在的華語流行音樂團體，1997年出道，由菲律賓華僑黃仕伯、黃南順、黃明敏、黃心心4兄妹組成，主力曲風為R&B及無伴奏合唱。著名歌曲有：《忘了我是誰》、《幫個忙》、《分手》（獲選為八大韓劇《藍色生死戀》的片尾曲）、《這就是愛》（《分手》與《這就是愛》為亞洲電視劇集《海瑞鬥嚴嵩》的三立都會台播出版主題曲兼片尾曲）、《不看你的眼》、《失戀中請勿打擾》。曾自編「蟑螂舞」，流行於年輕人之間。2001年和福茂唱片解約，2004年漸漸淡出樂壇。

## 成員資料
| 黃仕伯 | 1968年4月7日 | Jasper   | 中華民國 |
| 黃南順 | 1970年4月9日 | Ramson   | 中華民國 |
| 黃明敏 | 1971年2月8日 | Malvin   | 中華民國 |
| 黃心心 | 1974年2月5日 | Jennifer | 中華民國 |

## 音樂作品
- 2005『愛重生』。滾石唱片。
- 2001『忘了我是誰』。福茂唱片。
- 1999『幫個忙』。福茂唱片。
- 1998『第二蟑』。福茂唱片。
- 1997『蟑螂』。福茂唱片。

## 來源
1. 1 2 3  田暐瑋. . ETtoday新聞雲. 2017-09-15  [2018-06-12]. （原始内容存档于2018-06-12） （中文（臺灣））.